# ساندرو ماریاتگوئی چیاپ
ساندرو ماریاتگوئی چیاپ (به اسپانیایی: Sandro Mariátegui Chiappe) (زاده ۹ دسامبر ۱۹۲۱ – درگذشته ۲۸ سپتامبر ۲۰۱۳) سیاستمدار اهل پرو بود. وی از ۱۰ آوریل ۱۹۸۴ تا ۱۲ اکتبر ۱۹۸۴ نخست‌وزیر این کشور بود. او پسر خوزه کارلوس ماریاتگوئی استاد دانشگاه و انقلابی پرویی، بود.